# Kulturhistorie Tønder
Kulturhistorie Tønder er en del af bygningskomplekset Museum Sønderjylland Tønder, som også omfatter Kunstmuseet i Tønder og Vandtårnet. Det er en afdeling af Museum Sønderjylland og har til huse i det ellers for længst nedrevne slots portbygning. Det kulturhistoriske museum udstiller bl.a. effekter med relation til den tidligere store kniplingsindustri i området. Derudover kan man se bygningens bevarede arrest, en stor samling kakler hjembragt af egnens søfarere, et fajancerum, et helt rum med sølvtøj fra Vestslesvig og 2 rum med historiske møbler.
54°55′57″N 8°52′02″Ø / 54.9326°N 8.8673°Ø